# FA Cup 2019-2020
La FA Cup 2019-2020 è stata la 139ª edizione della FA Cup, la più importante coppa nel calcio inglese e la competizione ad eliminazione diretta più antica del mondo. È sponsorizzata da Emirates.
La finale si è svolta il 1º agosto allo Stadio di Wembley. A vincere il trofeo è stato l'Arsenal, che si è aggiudicato il trofeo per la quattordicesima volta nella sua storia.

## Calendario
| Fase                    | Turno                           | Sorteggio                                      | Data                                            | Partite | Squadre   | Squadre entrate | Campionati entranti                         |
| ----------------------- | ------------------------------- | ---------------------------------------------- | ----------------------------------------------- | ------- | --------- | --------------- | ------------------------------------------- |
| Turni di qualificazione | Turno extra preliminare         | 12 luglio 2019                                 | 10 agosto 2019                                  | 184     | 736 → 552 | 368             |                                             |
| Turni di qualificazione | Turno preliminare               | 12 luglio 2019                                 | 24 agosto 2019                                  | 160     | 552 → 392 | 136             | N&S&I Divisions One                         |
| Turni di qualificazione | Primo turno di qualificazione   | 27 agosto 2019                                 | 7 settembre 2019                                | 116     | 392 → 276 | 72              | N&S&I Premier Division                      |
| Turni di qualificazione | Secondo turno di qualificazione | 9 settembre 2019                               | 21 settembre 2019                               | 80      | 276 → 196 | 44              | National North & South                      |
| Turni di qualificazione | Terzo turno di qualificazione   | 23 settembre 2019                              | 5 ottobre 2019                                  | 40      | 196 → 156 |                 |                                             |
| Turni di qualificazione | Quarto turno di qualificazione  |                                                | 19 ottobre 2019                                 | 32      | 156 → 124 | 24              | National League                             |
| Torneo principale       | Primo turno                     | 21 ottobre 2019                                | 9 novembre 2019                                 | 40      | 124 → 84  | 48              | Football League 1 Football League 2         |
| Torneo principale       | Secondo turno                   | 11 novembre 2019                               | 30 novembre 2019                                | 20      | 84 → 64   |                 |                                             |
| Torneo principale       | Terzo turno                     | 2 dicembre 2019                                | 4 gennaio 2020                                  | 32      | 64 → 32   | 44              | Premier League Football League Championship |
| Torneo principale       | Quarto turno                    | 6 gennaio 2020                                 | 25 gennaio 2020                                 | 16      | 32 → 16   |                 |                                             |
| Torneo principale       | Ottavi di finale                | 27 gennaio 2020                                | 4 marzo 2020                                    | 8       | 16 → 8    |                 |                                             |
| Torneo principale       | Quarti di finale                | 4 marzo 2020                                   | 27 giugno 2020 (originariamente 21 marzo 2020)  | 4       | 8 → 4     |                 |                                             |
| Torneo principale       | Semifinali                      | 28 giugno 2020 (originariamente 22 marzo 2020) | 18 luglio 2020 (originariamente 18 aprile 2020) | 2       | 4 → 2     |                 |                                             |
| Torneo principale       | Finale                          | 28 giugno 2020 (originariamente 22 marzo 2020) | 1º agosto 2020 (originariamente 23 maggio 2020) | 1       | 2 → 1     |                 |                                             |

## Fase finale

### Primo turno
Il sorteggio del primo turno si è svolto il 21 ottobre 2019. Vi hanno preso parte i 32 vincitori dei turni di qualificazione, le 47 squadre della Football League One e della Football League Two. Vista la squalifica del Bury, il Chichester City (ultima squadra estratta) ha ottenuto un bye per il passaggio al secondo turno.
Lo stesso Chichester City e il Maldon & Tiptree rappresentano l'8ª divisione, ovvero il campionato di livello più basso fin qui rappresentato.
| Squadra 1               | Risultato | Squadra 2            |
| ----------------------- | --------- | -------------------- |
| 8 novembre 2019         |           |                      |
| Dulwich Hamlet (6)      | 1 - 4     | Carlisle Utd (4)     |
| 9 novembre 2019         |           |                      |
| Sunderland (3)          | 1 - 1     | Gillingham (3)       |
| Oxford City (6)         | 1 - 5     | Solihull Moors (5)   |
| Stourbridge (7)         | 2 - 2     | Eastleigh (5)        |
| Blackpool (3)           | 4 - 1     | Morecambe (4)        |
| Nantwich Town (7)       | 0 - 1     | Fylde (5)            |
| Cheltenham Town (4)     | 1 - 1     | Swindon Town (4)     |
| Shrewsbury Town (3)     | 1 - 1     | Bradford City (4)    |
| Mansfield Town (4)      | 1 - 0     | Chorley (5)          |
| Grimsby Town (4)        | 1 - 1     | Newport County (4)   |
| Accrington Stanley (3)  | 0 - 2     | Crewe Alexandra (4)  |
| Crawley Town (4)        | 4 - 1     | Scunthorpe Utd (4)   |
| Ebbsfleet Utd (5)       | 2 - 3     | Notts County (5)     |
| Tranmere (3)            | 2 - 2     | Wycombe (3)          |
| Colchester Utd (4)      | 0 - 2     | Coventry City (3)    |
| Ipswich Town (3)        | 1 - 1     | Lincoln City (3)     |
| Bolton (3)              | 0 - 1     | Plymouth (4)         |
| Salford City (4)        | 1 - 1     | Burton Albion (3)    |
| Stevenage (4)           | 1 - 1     | Peterborough Utd (3) |
| Carshalton Athletic (7) | 1 - 4     | Boston Utd (6)       |
| Maidstone Utd (6)       | 1 - 0     | Torquay Utd (5)      |
| Cambridge Utd (4)       | 1 - 1     | Exeter City (4)      |
| Walsall (4)             | 2 - 2     | Darlington (6)       |
| AFC Wimbledon (3)       | 1 - 1     | Doncaster (3)        |
| Forest Green (4)        | 4 - 0     | Billericay Town (6)  |
| MK Dons (3)             | 0 - 1     | Port Vale (4)        |
| Maidenhead Utd (5)      | 1 - 3     | Rotherham Utd (3)    |
| 10 novembre 2019        |           |                      |
| Dover Athletic (5)      | 1 - 0     | Southend Utd (3)     |
| Wrexham (5)             | 0 - 0     | Rochdale (3)         |
| Chippenham Town (6)     | 0 - 3     | Northampton Town (4) |
| Bristol Rovers (3)      | 1 - 1     | Bromley (5)          |
| York City (6)           | 0 - 1     | Altrincham (6)       |
| Gateshead (6)           | 1 - 2     | Oldham Athletic (4)  |
| Macclesfield Town (4)   | 0 - 4     | Kingstonian (7)      |
| Leyton Orient (4)       | 1 - 2     | Maldon & Tiptree (8) |
| Barnet (5)              | 0 - 2     | Fleetwood Town (3)   |
| Hayes & Yeading Utd (7) | 0 - 2     | Oxford Utd (3)       |
| 11 novembre 2019        |           |                      |
| Harrogate Town (5)      | 1 - 2     | Portsmouth (3)       |
| 12 novembre 2019        |           |                      |
| Yeovil Town (5)         | 1 - 4     | Hartlepool Utd (5)   |
| Bye                     |           |                      |
| Chichester City (8)     | bye       |                      |

#### Replay
| Squadra 1            | Risultato   | Squadra 2           |
| -------------------- | ----------- | ------------------- |
| 19 novembre 2019     |             |                     |
| Bradford City (4)    | 0 - 1       | Shrewsbury Town (3) |
| Bromley (5)          | 0 - 1       | Bristol Rovers (3)  |
| Burton Albion (3)    | 4 - 1       | Salford City (4)    |
| Doncaster (3)        | 2 - 0       | AFC Wimbledon (3)   |
| Eastleigh (5)        | 3 - 0       | Stourbridge (7)     |
| Exeter City (4)      | 1 - 0       | Cambridge Utd (4)   |
| Gillingham (3)       | 1 - 0 (dts) | Sunderland (3)      |
| Peterborough Utd (3) | 2 - 0       | Stevenage (4)       |
| Rochdale (3)         | 1 - 0       | Wrexham (5)         |
| Swindon Town (4)     | 0 - 1       | Cheltenham Town (4) |
| 20 novembre 2019     |             |                     |
| Darlington (6)       | 0 - 1       | Walsall (4)         |
| Lincoln City (3)     | 0 - 1       | Ipswich Town (3)    |
| Newport County (4)   | 2 - 0       | Grimsby Town (4)    |
| Wycombe (3)          | 1 - 2 (dts) | Tranmere (3)        |

### Secondo turno
Il sorteggio del secondo turno si è svolto il 11 novembre 2019. Vi hanno preso parte i 39 vincitori del primo turno, più il Chichester City.
Lo stesso Chichester City e il Maldon & Tiptree rappresentano l'8ª divisione, il campionato di livello più basso fin qui rappresentato.
| Squadra 1            | Risultato | Squadra 2           |
| -------------------- | --------- | ------------------- |
| 29 novembre 2019     |           |                     |
| Maldon & Tiptree (8) | 0 - 1     | Newport County (4)  |
| 30 novembre 2019     |           |                     |
| Shrewsbury Town (3)  | 2 - 0     | Mansfield Town (4)  |
| Cheltenham Town (4)  | 1 - 3     | Port Vale (4)       |
| Oldham Athletic (4)  | 0 - 1     | Burton Albion (3)   |
| Portsmouth (3)       | 2 - 1     | Altrincham (6)      |
| Kingstonian (7)      | 0 - 2     | Fylde (5)           |
| Walsall (4)          | 0 - 1     | Oxford Utd (3)      |
| Forest Green (4)     | 2 - 2     | Carlisle Utd (4)    |
| Eastleigh (5)        | 1 - 1     | Crewe Alexandra (4) |
| 1 dicembre 2019      |           |                     |
| Coventry City (3)    | 1 - 1     | Ipswich Town (3)    |
| Gillingham (3)       | 3 - 0     | Doncaster (3)       |
| Rochdale (3)         | 0 - 0     | Boston Utd (6)      |
| Blackpool (3)        | 3 - 1     | Maidstone Utd (6)   |
| Peterborough Utd (3) | 3 - 0     | Dover Athletic (5)  |
| Bristol Rovers (3)   | 1 - 1     | Plymouth (4)        |
| Exeter City (4)      | 2 - 2     | Hartlepool Utd (5)  |
| Crawley Town (4)     | 1 - 2     | Fleetwood Town (3)  |
| Northampton Town (4) | 3 - 1     | Notts County (5)    |
| Tranmere (3)         | 5 - 1     | Chichester City (8) |
| 2 dicembre 2019      |           |                     |
| Solihull Moors (5)   | 3 - 4     | Rotherham Utd (3)   |

#### Replay
| Squadra 1           | Risultato   | Squadra 2          |
| ------------------- | ----------- | ------------------ |
| 10 dicembre 2019    |             |                    |
| Carlisle Utd (4)    | 1 - 0       | Forest Green (4)   |
| Ipswich Town (3)    | 1 - 2       | Coventry City (3)  |
| Hartlepool Utd (5)  | 1 - 0 (dts) | Exeter City (4)    |
| Crewe Alexandra (4) | 3 - 1       | Eastleigh (5)      |
| 16 dicembre 2019    |             |                    |
| Boston Utd (6)      | 1 - 2       | Rochdale (3)       |
| 17 dicembre 2019    |             |                    |
| Plymouth (4)        | 0 - 1       | Bristol Rovers (3) |

### Terzo turno
Il sorteggio del terzo turno si è svolto il 2 dicembre 2019. Vi hanno preso parte i 20 vincitori del secondo turno, le 20 squadre della Premier League e le 24 squadre della Football League Championship. A questo turno si sono qualificate due squadre di 5ª divisione, il campionato di livello più basso fin qui rappresentato, vale a dire il Flyde e l'Hartlepool United.
| Squadra 1           | Risultato | Squadra 2             |
| ------------------- | --------- | --------------------- |
| 4 gennaio 2020      |           |                       |
| Birmingham City (2) | 2 - 1     | Blackburn (2)         |
| Bristol City (2)    | 1 - 1     | Shrewsbury Town (3)   |
| Burnley (1)         | 4 - 2     | Peterborough Utd (3)  |
| Millwall (2)        | 3 - 0     | Newport County (4)    |
| Rochdale (3)        | 1 - 1     | Newcastle Utd (1)     |
| Rotherham Utd (3)   | 2 - 3     | Hull City (2)         |
| Brentford (2)       | 1 - 0     | Stoke City (2)        |
| Brighton (1)        | 0 - 1     | Sheffield Weds (2)    |
| Cardiff City (2)    | 2 - 2     | Carlisle Utd (4)      |
| Fulham (2)          | 2 - 1     | Aston Villa (1)       |
| Oxford Utd (3)      | 4 - 1     | Hartlepool Utd (5)    |
| Preston N.E. (2)    | 2 - 4     | Norwich City (1)      |
| Reading (2)         | 2 - 2     | Blackpool (3)         |
| Southampton (1)     | 2 - 0     | Huddersfield Town (2) |
| Watford (1)         | 3 - 3     | Tranmere (3)          |
| Bournemouth (1)     | 4 - 0     | Luton Town (2)        |
| Fleetwood Town (3)  | 1 - 2     | Portsmouth (3)        |
| Leicester City (1)  | 2 - 0     | Wigan (2)             |
| Manchester City (1) | 4 - 1     | Port Vale (4)         |
| Wolverhampton (1)   | 0 - 0     | Manchester Utd (1)    |
| 5 gennaio 2020      |           |                       |
| Bristol Rovers (3)  | 2 - 2     | Coventry City (3)     |
| Burton Albion (3)   | 2 - 4     | Northampton Town (4)  |
| Charlton (2)        | 0 - 1     | West Bromwich (2)     |
| Chelsea (1)         | 2 - 0     | Nottingham Forest (2) |
| Crewe Alexandra (4) | 1 - 3     | Barnsley (2)          |
| Crystal Palace (1)  | 0 - 1     | Derby County (2)      |
| Middlesbrough (2)   | 1 - 1     | Tottenham (1)         |
| QPR (2)             | 5 - 1     | Swansea City (2)      |
| Sheffield Utd (1)   | 2 - 1     | Fylde (5)             |
| Liverpool (1)       | 1 - 0     | Everton (1)           |
| Gillingham (3)      | 0 - 2     | West Ham Utd (1)      |
| 6 gennaio 2020      |           |                       |
| Arsenal (1)         | 1 - 0     | Leeds Utd (2)         |

#### Replay
| Squadra 1           | Risultato   | Squadra 2          |
| ------------------- | ----------- | ------------------ |
| 14 gennaio 2020     |             |                    |
| Blackpool (3)       | 0 - 2       | Reading (2)        |
| Coventry City (3)   | 3 - 0       | Bristol Rovers (3) |
| Newcastle Utd (1)   | 4 - 1       | Rochdale (3)       |
| Shrewsbury Town (3) | 1 - 0       | Bristol City (2)   |
| Tottenham (1)       | 2 - 1       | Middlesbrough (2)  |
| 15 gennaio 2020     |             |                    |
| Carlisle Utd (4)    | 3 - 4       | Cardiff City (2)   |
| Manchester Utd (1)  | 1 - 0       | Wolverhampton (1)  |
| 23 gennaio 2020     |             |                    |
| Tranmere (3)        | 2 - 1 (dts) | Watford (1)        |

### Quarto turno
Il sorteggio del quarto turno si è svolto il 6 gennaio 2020.
A questo turno si è qualificato il Northampton Town della Football League Two, 4ª divisione del sistema calcistico inglese, il campionato di livello più basso fin qui rappresentato.
| Squadra 1            | Risultato | Squadra 2          |
| -------------------- | --------- | ------------------ |
| 24 gennaio 2020      |           |                    |
| Northampton Town (4) | 0 - 0     | Derby County (2)   |
| QPR (2)              | 1 - 2     | Sheffield Weds (2) |
| 25 gennaio 2020      |           |                    |
| Brentford (2)        | 0 - 1     | Leicester City (1) |
| Burnley (1)          | 1 - 2     | Norwich City (1)   |
| Coventry City (3)    | 0 - 0     | Birmingham City(2) |
| Millwall (2)         | 0 - 2     | Sheffield Utd (1)  |
| Newcastle Utd (1)    | 0 - 0     | Oxford Utd (3)     |
| Portsmouth (3)       | 4 - 2     | Barnsley (2)       |
| Reading (2)          | 1 - 1     | Cardiff City (2)   |
| Southampton (1)      | 1 - 1     | Tottenham (1)      |
| West Ham Utd (1)     | 0 - 1     | West Bromwich (2)  |
| Hull City (2)        | 1 - 2     | Chelsea (1)        |
| 26 gennaio 2020      |           |                    |
| Manchester City (1)  | 4 - 0     | Fulham (2)         |
| Tranmere (3)         | 0 - 6     | Manchester Utd (1) |
| Shrewsbury Town (3)  | 2 - 2     | Liverpool (1)      |
| 27 gennaio 2020      |           |                    |
| Bournemouth (1)      | 1 - 2     | Arsenal (1)        |

#### Replay
| Squadra 1           | Risultato       | Squadra 2            |
| ------------------- | --------------- | -------------------- |
| 4 febbraio 2020     |                 |                      |
| Birmingham City (2) | 2 - 2 (4-1 dtr) | Coventry City (3)    |
| Cardiff City (2)    | 3 - 3 (1-4 dtr) | Reading (2)          |
| Derby County (2)    | 4 - 2           | Northampton Town (4) |
| Liverpool (1)       | 1 - 0           | Shrewsbury Town (3)  |
| Oxford Utd (3)      | 2 - 3 (dts)     | Newcastle Utd (1)    |
| 5 febbraio 2020     |                 |                      |
| Tottenham (1)       | 3 - 2           | Southampton (1)      |

### Ottavi di finale
Il sorteggio degli ottavi di finale si è svolto il 27 gennaio 2020. A partire da questo turno non sono più previsti i replay, ma in caso di parità si sarebbero effettuati i tempi supplementari ed eventualmente i tiri di rigore.
La squadra di livello più basso fin qui rappresentato è il Portsmouth dalla Football League One, terza divisione del campionato inglese.
| Squadra 1          | Risultato       | Squadra 2           |
| ------------------ | --------------- | ------------------- |
| 2 marzo 2020       |                 |                     |
| Portsmouth (3)     | 0 - 2           | Arsenal (1)         |
| 3 marzo 2020       |                 |                     |
| Chelsea (1)        | 2 - 0           | Liverpool (1)       |
| Reading (2)        | 1 - 2 (dts)     | Sheffield Utd (1)   |
| West Bromwich (2)  | 2 - 3           | Newcastle Utd (1)   |
| 4 marzo 2020       |                 |                     |
| Leicester City (1) | 1 - 0           | Birmingham City (2) |
| Sheffield Weds (2) | 0 - 1           | Manchester City (1) |
| Tottenham (1)      | 1 - 1 (2-3 dtr) | Norwich City (1)    |
| 5 marzo 2020       |                 |                     |
| Derby County (2)   | 0 - 3           | Manchester Utd (1)  |

### Quarti di finale
Il sorteggio dei quarti di finale si è svolto il 4 marzo 2020. A questo turno si sono qualificate 8 squadre di Premier League: è la prima volta che tale evento si verifica dall'edizione 2005-2006.
Le partite, inizialmente previste per il 21 e 22 marzo, sono state rinviate a causa dello scoppio della pandemia da COVID-19, e sono state riprogrammate il 27 e 28 giugno, da disputarsi a porte chiuse.
| Squadra 1      | Risultato   | Squadra 2       |
| -------------- | ----------- | --------------- |
| 27 giugno 2020 |             |                 |
| Norwich City   | 1 - 2 (dts) | Manchester Utd  |
| 28 giugno 2020 |             |                 |
| Sheffield Utd  | 1 - 2       | Arsenal         |
| Leicester City | 0 - 1       | Chelsea         |
| Newcastle Utd  | 0 - 2       | Manchester City |

### Semifinali
| Squadra 1      | Risultato | Squadra 2       |
| -------------- | --------- | --------------- |
| 18 luglio 2020 |           |                 |
| Arsenal        | 2 - 0     | Manchester City |
| 19 luglio 2020 |           |                 |
| Manchester Utd | 1 - 3     | Chelsea         |

### Finale
| Arbitro: | Anthony Taylor |

|                            |           |            |
| Aubameyang 28’ (rig.), 67’ | Marcatori | 5’ Pulisic |

| Arsenal | Chelsea |

| P               | 26 | Emiliano Martínez         |     |        |
| D               | 16 | Rob Holding               |     |        |
| D               | 23 | David Luiz                |     | 88’    |
| D               | 3  | Kieran Tierney            |     | 90+13’ |
| D               | 2  | Héctor Bellerín           |     |        |
| C               | 8  | Dani Ceballos             | 73’ |        |
| C               | 34 | Granit Xhaka              |     |        |
| C               | 15 | Ainsley Maitland-Niles    |     |        |
| A               | 19 | Nicolas Pépé              |     |        |
| A               | 9  | Alexandre Lacazette       |     | 82’    |
| A               | 14 | Pierre-Emerick Aubameyang |     |        |
| A disposizione: |    |                           |     |        |
| P               | 33 | Matt Macey                |     |        |
| D               | 5  | Sōkratīs Papastathopoulos |     | 88’    |
| D               | 31 | Sead Kolašinac            |     | 90+13’ |
| C               | 11 | Lucas Torreira            |     |        |
| C               | 28 | Joe Willock               |     |        |
| C               | 57 | Matt Smith                |     |        |
| C               | 77 | Bukayo Saka               |     |        |
| A               | 24 | Reiss Nelson              |     |        |
| A               | 30 | Eddie Nketiah             |     | 82’    |
| Allenatore:     |    |                           |     |        |
| Mikel Arteta    |    |                           |     |        |

| P               | 13 | Wilfredo Caballero  |          |     |
| D               | 28 | César Azpilicueta   | 26’      | 35’ |
| D               | 15 | Kurt Zouma          |          |     |
| D               | 2  | Antonio Rüdiger     | 75’      | 78’ |
| C               | 24 | Reece James         |          |     |
| C               | 5  | Jorginho            |          |     |
| C               | 17 | Mateo Kovačić       | 14’, 73’ |     |
| C               | 3  | Marcos Alonso       |          |     |
| A               | 19 | Mason Mount         | 45+4’    | 78’ |
| A               | 18 | Olivier Giroud      |          | 78’ |
| A               | 22 | Christian Pulisic   |          | 49’ |
| A disposizione: |    |                     |          |     |
| P               | 1  | Kepa Arrizabalaga   |          |     |
| D               | 4  | Andreas Christensen |          | 35’ |
| D               | 29 | Fikayo Tomori       |          |     |
| D               | 33 | Emerson             |          |     |
| C               | 7  | N'Golo Kanté        |          |     |
| C               | 8  | Ross Barkley        | 89’      | 78’ |
| A               | 20 | Callum Hudson-Odoi  |          | 78’ |
| A               | 9  | Tammy Abraham       |          | 78’ |
| A               | 11 | Pedro               |          | 49’ |
| Allenatore:     |    |                     |          |     |
| Frank Lampard   |    |                     |          |     |

| Uomo partita: Pierre-Emerick Aubameyang (Arsenal) Assistenti arbitrali: Gary Beswick Adam Nunn Quarto ufficiale: Chris Kavanagh Riserva del Quarto ufficiale: Lee Betts VAR: Stuart Attwell Assistente al VAR: Stephen Child | Regole dell'incontro - due tempi regolamentari da 45 minuti ciascuno; - due tempi supplementari da 15 minuti ciascuno in caso di parità; - tiri di rigore in caso di ulteriore parità; inizialmente cinque per squadra, e a oltranza fino a spareggio in caso di ulteriore parità; - numero massimo di 20 giocatori per squadra a referto (11 in campo e 9 come potenziali sostituti); - cinque sostituzioni permesse nei tempi regolamentari; una sesta permessa nei tempi supplementari. |